# Tragopogon sibiricus
Tragopogon sibiricus là một loài thực vật có hoa trong họ Cúc. Loài này được Ganesch. miêu tả khoa học đầu tiên năm 1915.